# Haig Park
Haig Park är en park i Australien. Den ligger i huvudstaden Canberra.
Runt Haig Park är det tätbefolkat, med 356 invånare per kvadratkilometer.. Närmaste större samhälle är Canberra, nära Haig Park. 
Runt Haig Park är det i huvudsak tätbebyggt. Genomsnittlig årsnederbörd är 990 millimeter. Den regnigaste månaden är februari, med i genomsnitt 169 mm nederbörd, och den torraste är maj, med 39 mm nederbörd.